# Ruyigi (tỉnh)
Ruyigi là một trong 18 tỉnh của Burundi.

## Hành chính
Tỉnh được chia thành 7 xã:
- Butaganzwa
- Butezi
- Bweru
- Gisuru
- Kinyinya
- Nyabitsinda
- Ruyigi